# Phyllanthus arbuscula
Phyllanthus arbuscula là một loài thực vật thuộc họ Euphorbiaceae. Đây là loài đặc hữu của Jamaica.

## Danh pháp đồng nghĩa
- Diasperus linearis (Sw.) Kuntze
- Diasperus speciosus (Jacq.) Kuntze
- Genesiphylla speciosa (Jacq.) Raf.
- Phyllanthus coxianus Fawc.
- Phyllanthus dingleri G.L.Webster
- Phyllanthus inaequaliflorus Fawc. & Rendle
- Phyllanthus linearis (Sw.) Sw.
- Phyllanthus speciosus Jacq.
- Phyllanthus swartzii Fawc. & Rendle
- Xylophylla angustifolia var. linearis Sw.
- Xylophylla arbuscula Sw.	basónimo
- Xylophylla linearis (Sw.) Steud.
- Xylophylla speciosa (Jacq.) Sweet[1][2]

## Hình ảnh

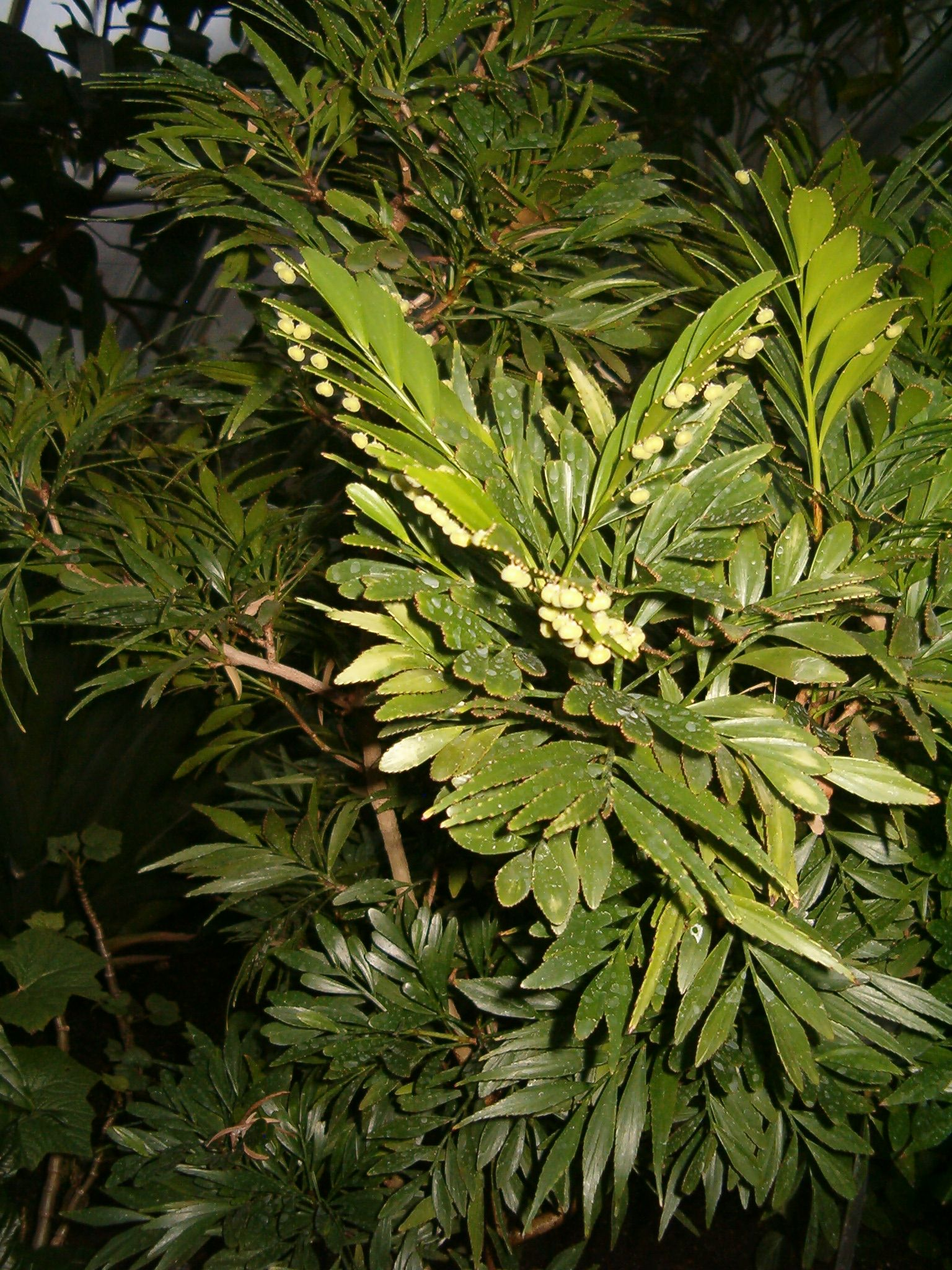